# Národní zpravodajská organizace
Národní zpravodajská organizace (turecky Millî İstihbarat Teşkilatı, zkratkou MİT) je zpravodajská služba Turecka. Vznikla v roce 1965 jako náhrada Národní bezpečnostní služby založené v roce 1926 a navazující na starší tradici organizací období Osmanské říše. Její hlavní sídlo je ve čtvrti Çankaya v Ankaře, má přibližně osm tisíc zaměstnanců a jejím ředitelem je od března 2010 (s krátkou přestávkou na jaře 2015) Hakan Fidan.
Jejím úkolem je ochrana Turecka, jeho obyvatelstva, územní svrchovanosti a celistvosti, nezávislosti, bezpečnosti a ústavy. Plní funkci kontrarozvědky i vnitřní rozvědky a zabývá se rovněž počítačovou bezpečností.

## Aktivity
MIT je podezřelá, že v roce 2013 zavraždila tři kurdské aktivisty v Paříži. Bylo také prokázáno, že turecká tajná služba spáchala minimálně jednu vraždu v Londýně.
V roce 2014 bylo odhaleno, že MIT dodává zbraně islamistických povstalcům v Sýrii. Turečtí novináři, kteří o turecké podpoře islamistů informovali, byli zatčeni a obvinění ze špionáže.
22. listopadu 2017 bylo v Egyptě zatčeno 29 lidí podezřelých z práce pro tureckou tajnou službu. Podle egyptských úřadů se Turecko pokouší dostat k moci Muslimské bratrstvo, jehož vláda byla svržena egyptskou armádou v červenci 2013.
V dubnu 2018 turecký vicepremiér Bekir Bozdag informoval, že MIT unesla z celkem 18 zemí v zahraničí 80 tureckých občanů, kteří jsou podezřelí z napojení na hnutí duchovního Fethullaha Gülena, žijícího od roku 1999 v americkém exilu. Únosy tureckých občanů v zahraničí souvisely s politickými čistkami v Turecku po neúspěšném pokusu o vojenský převrat ze dne 15. července 2016. 
V červenci 2019 bylo odhaleno, že turečtí diplomaté ve Spojených státech spolupracují s MIT při sledování kritiků Erdoğanova režimu v New Yorku, Chicagu a v dalších amerických městech. Turecká tajná služba operuje také v České republice, v Německu, v Rakousku, a v dalších evropských státech.